# Patrick Bosman
Patrick Bosman (Haren, 16 januari 1994) is een Oostenrijks voormalig wielrenner die van 2017 tot en met 2019 reed voor Hrinkow Advarics Cycleang.

## Carrière
Als junior werd Bosman in 2012 derde op het nationale wegkampioenschap, achter Alexander Wachter en Gregor Mühlberger. Later dat jaar nam hij deel aan zowel het Europese als het wereldkampioenschap, waar hij geen ereplaats wist te behalen.
In 2013 nam Bosman deel aan de eerste editie van de Ronde van Al Zubarah, waar hij op de achttiende plek in het algemeen klassement eindigde. Een jaar later werd hij onder meer achtste in het eindklassement van de Ronde van Opper-Oostenrijk, vierde op het nationale kampioenschap tijdrijden en veertiende in het eindklassement van de Ronde van de Aostavallei.
In 2015 was Bosman dicht bij zijn eerste profoverwinning, toen hij in de vijfde etappe van de Ronde van China I drie seconden tekortkwam om Meiyin Wang van de zege te houden. In het eindklassement werd de Oostenrijker achtste, met een achterstand van 46 seconden op Daniele Colli. In mei 2016 werd hij vierde in het eindklassement van de Carpathian Couriers Race. Later dat jaar werd hij zevende in zowel de tijdrit als de wegwedstrijd op het nationale kampioenschap.
In augustus 2017 nam Bosman deel aan de Ronde van Szeklerland. In de tweede etappe behaalde hij zijn eerste UCI-zege, door voor zijn ploeggenoot Christian Mager te finishen. Dankzij een tweede plaats in de individuele tijdrit een dag later mocht Bosman de leiderstrui overnemen van Mager. In de laatste etappe gaf hij zijn leidende positie niet meer uit handen, waardoor hij Kirill Pozdnjakov opvolgde op de erelijst.

## Overwinningen
2017
2e etappe Ronde van Szeklerland
Eindklassement Ronde van Szeklerland

## Ploegen
- 2013 –  Tirol Cycling Team
- 2014 –  Tirol Cycling Team
- 2015 –  Tirol Cycling Team
- 2016 –  Tirol Cycling Team
- 2017 –  Hrinkow Advarics Cycleang
- 2018 –  Hrinkow Advarics Cycleang
- 2019 –  Hrinkow Advarics Cycleang

Bosman · Eichinger · Freiberger · Friedl · Graf · Hofer · Hrinkow · Loderer · Rapp · Schönberger